# Гунюшки
Гунюшки (чечен. ГIунашка) — посёлок в Грозненском районе Чеченской Республики. Входит в состав Побединского сельского поселения.

## География
Село расположено на правом берегу Алханчуртского канала, у северных отрогов Сунженского хребта, в Алханчуртской долине. Находится в 3,5 км к юго-западу от центра сельского поселения — Побединское и в 10 км к северо-западу от города Грозный.
Ближайшие населённые пункты: на севере — посёлок Долинский и село Радужное, на северо-востоке — село Побединское, на юго-востоке — село Красностепновское и на западе — село Керла-Юрт.

## История
В 1977 году указом Президиума ВС РСФСР посёлок МТФ Гунюшки совхоза «Грозненский молочный» был переименован в Гунюшки.

## Население
| 1990 | 2002 | 2010 |
| ---- | ---- | ---- |
| 119  | ↗137 | ↗149 |